# Флэт уайт
Флэт уайт (англ. flat white, «плоский белый») — кофейный напиток на основе двойного эспрессо с добавлением молока, созданный в 1980-х годах.

## История
Данный напиток был придуман новозеландским обжарщиком и бариста Дереком Таунсендом в результате экспериментов над балансом вкуса кофе и молока. Бариста отказался от большого количества пены в напитке и уменьшил пропорции молока. Вследствие такого эксперимента напиток сохранил свой молочный вкус, а благодаря двойному эспрессо, появилась возможность подчеркнуть яркий вкус кофе (в отличие от латте, где вкус кофе приглушён, а на первый план выходит вкус молока).
В 1990-х годах вся Новая Зеландия и Австралия были охвачены «Flat white». Позже «Плоский белый» покорил Британию, а вслед за ней и остальные страны.

## Способ приготовления
Правильными считаются пропорции в соотношении 1:3, где: 1 часть готового эспрессо и 3 части вспененного молока с расширением 10 %.
Итого в готовом напитке 220 мл: 150—160 мл молока (до вспенивания) и 58—60 мл доппио. Рекомендуется использовать свежемолотый кофе.
Для удобства используется холдер с 20-граммовой корзиной, граммовка кофе в заклад 20 граммов, выход готового доппио 58—60 мл за 23—25 с, 150—160 мл  молока вспенивается в 300 мл питчере с расширением 10 % и вливается круговыми движениями в готовый доппио.